# Crocidura maquassiensis
Crocidura maquassiensis — вид ссавців родини Soricidae. Зустрічається в ПАР, Есватіні та Зімбабве. Його природне місце проживання — скелясті місцевості.

## Загрози й охорона
Здається, серйозних загроз для цього виду в цілому немає. Цей вид зустрічається в Дракенсбергу в Південній Африці, охоронюваній дикій території, і, імовірно, присутній в додаткових охоронюваних територіях у південноафриканському ареалі. Потрібні подальші дослідження поширення та загальної екології цього виду.